# Georges Brunschvig

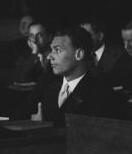
Georges Brunschvig

Georges Brunschvig (21 de febrero de 1908 en Berna - 14 de octubre de 1973 en la misma ciudad) fue un destacado abogado suizo y presidente de la Federación Suiza de Comunidades Judaicas de 1946 a 1973.

## Biografía
Nacido en una familia de "criadores de caballos", Brunschvig estudió derecho en la Universidad de Berna y pasó los exámenes en 1933. En 1934, encontró trabajo como abogado en una oficina en la misma ciudad. Más tarde, se casó con su novia de la infancia, Odette Wyler, con quien tuvo dos hijas. Entre 1933 y 1937, representa la Federación Suiza de Comunidades judaicas y a la comunidad judaica de Berna en los "Procesos de Berna", proceso que gana; eso le permite prohibir la publicación de los "Protocolos de los Sabios de Sion", escrito considerado inmoral, obsceno y brutal; consiguió también probar la falsedad de ese "Protocolo"
Brunschvig ayudó, entre otros casos, en la defensa de David Frankfurter (1943), Maria Popescu (entre 1946 y 1955), Max Ulrich (1957), Ben-Gal (1963) y Mordechai Rachamim en 1969. En 1946, George Brunschvig fue elegido presidente de la Federación Suiza de Comunidades Judaicas, una función que ocupó hasta su muerte.